# Emblema nacional de Israel
El escudo de armas de Israel está representado en campo de azur, por una menorá rodeada por una rama de olivo a cada lado, y la palabra Israel escrita en idioma hebreo (ישראל) debajo de ella.

## Historia
El  Estado de Israel estaba en la necesidad de un emblema oficial para demostrar su soberanía en la comunidad de naciones. El emblema oficial fue aprobado nueve meses después de que el Estado se creó, y desde  entonces aparece en documentos oficiales, a nivel presidencial y en los edificios públicos de Israel y en el extranjero.
Durante el proceso de diseño del emblema, muchas de las propuestas incluyeron los símbolos que se consideraron apropiados para representar al pueblo judío. Para evitar la imitación de los emblemas de los países europeos y para crear uno único, se buscaron antiguos símbolos visuales de épocas de soberanía judía en Eretz Israel. Mientras que la bandera fue creada en la diáspora por los soñadores, el emblema fue diseñado en Israel, por los que habían realizado el sueño. El emblema tenía que incorporar elementos de significado simbólico. El proceso de diseño fue largo, ya que el carácter de emblema debía contener tanto los valores religiosos y rituales, como las normas seculares y de soberanía. 
Fue entonces que el Consejo Provisional del Estado anunció un concurso para diseñar el emblema del Estado. Finalmente, el diseño escogido se basa en la propuesta presentada por Gabriel y Maxim Shamir, con elementos inspirados en otras propuestas, como la de Oteh Walisch, la de W. Struski e Itamar David y la de Yerachmiel Schechter.

## Simbolismo
La menorá ha sido un símbolo del judaísmo durante 3000 años, figurando en el antiguo Templo de Jerusalén, y representado en el escudo basándose en un relieve que figura en el Arco de Tito. En cuanto a las ramas de olivo, simbolizan la paz.

## Versiones

Utilizado en documentos oficiales
Utilizado en el portal del Knesset
Utilizado en el portal del Primer Ministro de Israel
Utilizado en los portales gubernamentales
Utilizado por la Corte Suprema
Bandera presidencial de Israel
Emblema del Mossad